# Panorama of Ute Pass
Panorama of Ute Pass je americký němý film z roku 1902. Režisérem je Harry Buckwalter (1867–1930). Film měl premiéru v listopadu 1902.

## Děj
Film zachycuje scenérii Skalnatých hor, pořízenou z vlaku jedoucího po železnici Colorado Midland Railway do malého města Manitou Springs v okrese El Paso County ve státě Colorado.